# David Andújar
David Andújar Jiménez (Torrejón de Ardoz, Madrid, 21 de agosto de 1991) es un futbolista español que juega como defensa central en las filas de la Sociedad Deportiva Ponferradina de Primera Federación.

## Trayectoria
Es un defensa central formado en la cantera del AD Torrejón, con el que debutaría en Tercera División, para más tarde, pasar a las filas del CD Coslada y CD Móstoles. En verano de 2017 firma por dos años con el club majariego del Grupo I de Segunda B.
En la temporada 2017-18, Andújar disputó un total de 39 encuentros y anotó tres goles. En julio de 2018, tras ascender a la Liga 123 el defensa renueva con el Rayo Majadahonda para jugar en la Liga 123. Ya en Segunda División, David comenzó lesionado la temporada y tuvo que esperar hasta el mes de noviembre para debutar en la Liga 123. Lo hizo con una victoria ante el Almería. Esa campaña jugó 14 partidos, 7 de ellos como titular, y anotó un gol.
En julio de 2019, firma por una temporada por el Fútbol Club Cartagena de la Segunda División B. El 20 de julio de 2020, el FC Cartagena lograría el ascenso a la Segunda División de España tras eliminar al Atlético Baleares en la tanda de penaltis en la eliminatoria de campeones, tras haber sido líderes del Grupo IV tras la finalización de la liga regular por el coronavirus.
El 20 de marzo de 2022, tras tres temporadas en las filas del Fútbol Club Cartagena, el defensa central es traspasado al Tianjin Jinmen Tiger de la Superliga China.
El 14 de enero de 2024, firma por la Sociedad Deportiva Ponferradina de Primera Federación.

## Clubes
| Club                            | País   | Año       |
| ------------------------------- | ------ | --------- |
| AD Torrejón CF                  | España | 2011-2012 |
| CD Coslada                      | España | 2012-2016 |
| CD Móstoles                     | España | 2016-2017 |
| Club de Fútbol Rayo Majadahonda | España | 2017-2019 |
| Fútbol Club Cartagena           | España | 2019-2022 |
| Tianjin Jinmen Tiger            | China  | 2022-2023 |
| Sociedad Deportiva Ponferradina | España | 2024-     |